# Gene Venzke
Gene Venzke, mit vollem Namen Eugene George Venzke, (* 27. Juni 1908 in Leaf Valley Township, Minnesota; † 14. Februar 1992 in Reiffton, Pennsylvania) war ein US-amerikanischer Mittelstreckenläufer, der im Meilenlauf und im 1500-Meter-Lauf Hallenweltrekorde aufstellte.
Gene Venzke begann seine Sportkarriere im Jahr 1925 mit einem Crosslauf. In der Folgezeit bestritt er 353 Wettkämpfe auf der Mittelstrecke. Venzke war zuerst gar nicht an der Leichtathletik interessiert. Er versuchte sich im Basketball, Baseball, Eishockey und im Boxen. Mit der Zeit erkannte er, dass seine Stärke im Laufen lag. Er verließ die High School, begann zu arbeiten und trainierte auf der Leichtathletikanlage seiner ehemaligen Schule. 1931 wurde er arbeitslos und kehrte zurück zur High School. Im Folgejahr erlangte er seinen Abschluss und bekam ein Stipendium an der University of Pennsylvania. In diesem Jahr wurde er US-Hallenmeister über 1500 m. Den Titel konnte er 1933 erfolgreich verteidigen.
Bei den Millrose Games, einem alljährlich stattfindenden Hallenmeeting in New York, konnte er am 6. Februar 1932 den Hallenweltrekord im Meilenlauf mit einer Zeit von 4:11,2 min aufstellen. Er hatte damit den von seinem Landsmann Joie Ray und dem Finnen Paavo Nurmi gehaltenen Rekord um 0,8 s verbessert. Elf Tage später verbesserte er, ebenfalls in New York, seinen eigenen Rekord gleich um 1,2 s auf 4:10,0 min. Einen weiteren Hallenweltrekord stellte Venzke am 27. Februar über 1500 m auf. Im Madison Square Garden lief er eine Zeit von 3:53,4 min und war damit um 2,4 s schneller als der bis dahin bestehende Rekord.
Nachdem er im Juni den US-Freiluftrekord über 1500 m verbessern konnte, galt Gene Venzke als Hoffnungsträger für die Olympischen Spiele in Los Angeles. Doch eine Muskelverletzung, die ihn sechs Wochen zur Pause verurteilte, verhinderte, dass er sich auf die Olympiaausscheidungen in Palo Alto vorbereiten konnte. Als Vierter über 1500 m verpasste er den Sprung ins Olympiateam knapp.
In den folgenden Saisons waren Venzkes Hauptkonkurrenten Glenn Cunningham, der Olympiavierte von 1932 über 1500 m, sowie William Bonthron. Bei den US-Meisterschaften 1934 in Milwaukee lief Venzke 3:50,5 min über 1500 m, doch Bonthron konnte in dem Lauf den Weltrekord auf 3:48,8 min verbessern. Für Venzke blieb Platz 3. 1935 wurde er Zweiter hinter Cunningham.
1935 wurde Gene Venzke zum dritten Mal US-Hallenmeister über 1500 m. Er konnte nicht nur Cunningham besiegen, er verbesserte den Hallenweltrekord auf 3:49,9 min. Bei den Olympiaausscheidungen für Berlin 1936 konnte er sich diesmal für den 1500-Meter-Lauf als Dritter qualifizieren. Weltrekordhalter Bonthron hingegen verpasste als Vierter das Olympiaticket. In Berlin gewann Venzke seinen Vorlauf in 4:00,4 min. Im Finale, das der Neuseeländer Jack Lovelock mit dem Weltrekord von 3:47,8 min gewann, wurde er mit 3:55,0 min Neunter.
Bei einem Sportmeeting in London lief Venzke zusammen mit Charles Hornbostel, Archie San Romani und Glenn Cunningham in einer Meilenstaffel. Die Staffel schlug die britische Auswahl und stellte mit 17:17,2 min einen Weltrekord auf. Venzke setzte seine Karriere noch sieben Jahre lang fort. 1940 gelang ihm seine persönliche Bestleistung im Meilenlauf mit 4:08,2 min. Am 11. März 1943 lief er sein letztes Rennen, ein Wettkampf über 1000 Yards, in dem er Zweiter wurde. Venzke trainierte überwiegend nach dem Intervallprinzip, sodass er ganzjährig in Form sein konnte.
Nach seiner Leichtathletikkarriere betätigte sich Venzke als Investor. Er entwickelte eine Ballmaschine für Golfbälle sowie einen speziellen Rasentrimmer. Zudem war er an der Weiterentwicklung von Militärfallschirmen beteiligt und schrieb Artikel für die The Saturday Evening Post. In Reiffton, Pennsylvania, eröffnete er einen Golfkurs.